# Horváth Viktor (író)
Horváth Viktor (Pécs, 1962. –) magyar író, műfordító. Novellákat, versfordításokat, regényeket publikál.

## Életpálya
Horváth Viktor egyetem mellett és után újságíróként és művészetszervezőként dolgozott, majd gimnáziumban tanított. 2001-től versfordítást, versformatörténetet és műfordítást tanított a Pécsi Tudományegyetemen. 1994 óta publikál, 2012-ben elnyerte az Európai Unió Irodalmi Díját Török tükör című regényéért.

## Művei
- Át avagy New York-variációk. Útikönyv; (kisregény), JAK, Ulpius-ház, Budapest, 2004
- A tavaszidő édessége; (versfordítások - másokkal közösen), Kairosz, Budapest, 2004
- Udvariatlan szerelem; (versfordítások - másokkal közösen), Prae.hu, Budapest, 2006
- Török tükör; (regény) Jelenkor, Pécs, 2009
- Diótörő. Verses mese; Jelenkor, Pécs, 2011
- A Kis Reccs. Utaztató regény; Jelenkor, Pécs, 2012
- A vers ellenforradalma. A versírás és versfordítás tanulása és tanítása; Magvető, Bp., 2014
- Möbion. Szobor, kép és regény; (Villa Negra Egyesülettel közösen), Magvető, Budapest, 2015
- Tankom (regény); Magvető, Budapest, 2017
- A Júdás-terv. Kurzusregény; Kalligram, Budapest, 2024

## Díjak, elismerések
- NKA alkotói ösztöndíj (2010)
- Litera nyílt verspályázat I. díj (2012)
- Az Európai Unió Irodalmi Díja (2012)